# Foszfor-tetroxid
A foszfor-tetroxid (P2O4) magasabb hőmérsékleten a foszfor legállandóbb oxidja.

## Fizikai, kémiai tulajdonságai
Színtelen, kristályos anyag, amely akkor képződik, ha a foszfor-trioxidot magasabb hőmérsékletre hevítjük. Hasonlóképpen keletkezik, ha a foszfor oxigénnel való reakciója után képződő foszfor-trioxid és foszfor-pentoxid keverékét vákuumban 290°C-ra hevítjük. Gőzében (PO2)8-molekulák alakjában van jelen.

## Reakciói
Vízben való oldáskor ortofoszforossavat és metafoszforsavat szolgáltat:

P2O4 + 2 H2O = H3PO3 + HPO3,
illetőleg több víz hatására lassanként ortofoszforossav és ortofoszforsav képződik. Hipofoszforsav azonban nem képződik belőle, tehát nem tekinthető a hipofoszforsav valódi anhidridjének.